# Marnay (Vienne)
Pour les articles homonymes, voir Marnay.
Marnay est une commune du Centre-Ouest de la France, située dans le département de la Vienne en région Nouvelle-Aquitaine.

## Géographie

### Communes limitrophes
|                 | Aslonnes                | Gizay                           |
| Château-Larcher | Marnay                  | Saint-Maurice-la-Clouère Gençay |
| Vivonne Anché   | Champagné-Saint-Hilaire | Magné                           |

### Hydrographie
Dans la bourg de Marnay coule la Clouère.

### Climat
Pour des articles plus généraux, voir Climat de la Nouvelle-Aquitaine et Climat de la Vienne.
Historiquement, la commune est exposée à un climat océanique du nord-ouest.  
En 2020, Météo-France publie une typologie des climats de la France métropolitaine dans laquelle la commune est exposée à un climat océanique altéré et est dans la région climatique  Poitou-Charentes, caractérisée par un bon ensoleillement, particulièrement en été et des vents modérés.
Pour la période 1971-2000, la température annuelle moyenne est de 11,8 °C, avec une amplitude thermique annuelle de 14,6 °C. Le cumul annuel moyen de précipitations est de 783 mm, avec 11,4 jours de précipitations en janvier et 6,9 jours en juillet. Pour la période 1991-2020, la température moyenne annuelle observée sur la station météorologique la plus proche, située sur la commune de La Ferrière-Airoux à 9 km à vol d'oiseau, est de 12,4 °C et le cumul annuel moyen de précipitations est de 762,1 mm,. Pour l'avenir, les paramètres climatiques de la commune estimés pour 2050 selon différents scénarios d’émission de gaz à effet de serre sont consultables sur un site dédié publié par Météo-France en novembre 2022.

## Urbanisme

### Typologie
Au 1er janvier 2024, Marnay est catégorisée commune rurale à habitat dispersé, selon la nouvelle grille communale de densité à sept niveaux définie par l'Insee en 2022.
Elle est située hors unité urbaine. Par ailleurs la commune fait partie de l'aire d'attraction de Poitiers, dont elle est une commune de la couronne,. Cette aire, qui regroupe 97 communes, est catégorisée dans les aires de 200 000 à moins de 700 000 habitants,.

### Occupation des sols
L'occupation des sols de la commune, telle qu'elle ressort de la base de données européenne d’occupation biophysique des sols Corine Land Cover (CLC), est marquée par l'importance des territoires agricoles (71,8 % en 2018), en diminution par rapport à 1990 (73,2 %). La répartition détaillée en 2018 est la suivante : 
terres arables (54,5 %), forêts (27,1 %), prairies (12,6 %), zones agricoles hétérogènes (4,7 %), milieux à végétation arbustive et/ou herbacée (0,6 %), zones urbanisées (0,5 %). L'évolution de l’occupation des sols de la commune et de ses infrastructures peut être observée sur les différentes représentations cartographiques du territoire : la carte de Cassini (XVIIIe siècle), la carte d'état-major (1820-1866) et les cartes ou photos aériennes de l'IGN pour la période actuelle (1950 à aujourd'hui).

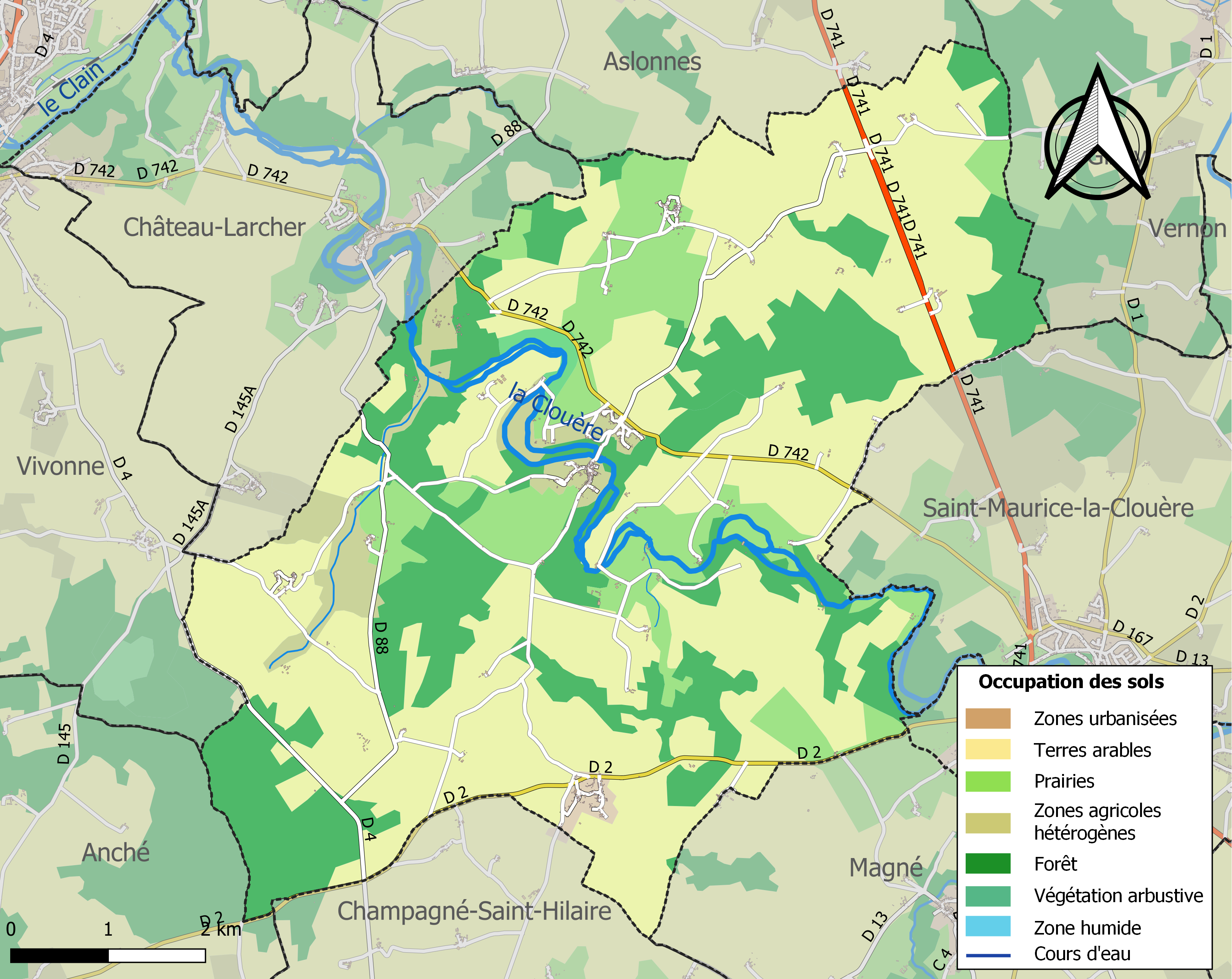
Carte des infrastructures et de l'occupation des sols de la commune en 2018 (CLC).

### Risques majeurs
Le territoire de la commune de Marnay est vulnérable à différents aléas naturels : météorologiques (tempête, orage, neige, grand froid, canicule ou sécheresse), inondations, feux de forêts, mouvements de terrains et séisme (sismicité modérée). Il est également exposé à un risque technologique,  le transport de matières dangereuses. Un site publié par le BRGM permet d'évaluer simplement et rapidement les risques d'un bien localisé soit par son adresse soit par le numéro de sa parcelle.

#### Risques naturels
Certaines parties du territoire communal sont susceptibles d’être affectées par le risque d’inondation par débordement de cours d'eau, notamment la Clouère. La commune a été reconnue en état de catastrophe naturelle au titre des dommages causés par les inondations et coulées de boue survenues en 1982, 1993, 1995, 1999 et 2010,.
Marnay est exposée au risque de feu de forêt. En 2014, le deuxième plan départemental de protection des forêts contre les incendies (PDPFCI) a été adopté pour la période 2015-2024. Les obligations légales de débroussaillement dans le département sont définies dans un arrêté préfectoral du 29 mai 2015,, celles relatives à l'emploi du feu et au brûlage des déchets verts le sont dans un arrêté permanent du 24 mai 2015,.

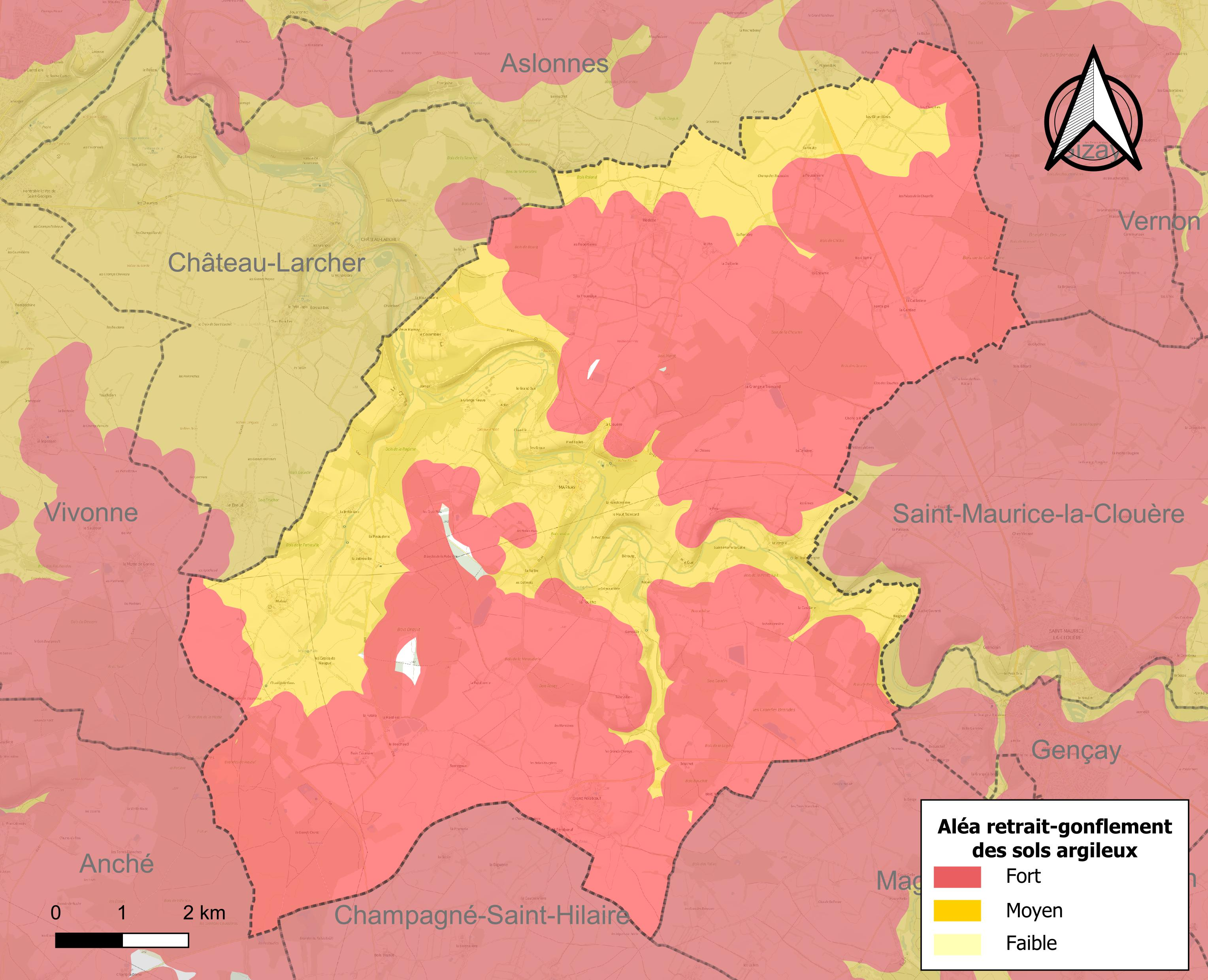
Carte des zones d'aléa retrait-gonflement des sols argileux de Marnay.

Les mouvements de terrains susceptibles de se produire sur la commune sont des affaissements et effondrements liés aux cavités souterraines (hors mines) et des tassements différentiels. Afin de mieux appréhender le risque d’affaissement de terrain, un inventaire national permet de localiser les éventuelles cavités souterraines sur la commune. Le retrait-gonflement des sols argileux est susceptible d'engendrer des dommages importants aux bâtiments en cas d’alternance de périodes de sécheresse et de pluie. 99,6 % de la superficie communale est en aléa moyen ou fort (79,5 % au niveau départemental et 48,5 % au niveau national). Depuis le 1er octobre 2020, en application de la loi ÉLAN, différentes contraintes s'imposent aux vendeurs, maîtres d'ouvrages ou constructeurs de biens situés dans une zone classée en aléa moyen ou fort,.
La commune a été reconnue en état de catastrophe naturelle au titre des dommages causés par la sécheresse en 2005, 2011 et 2017 et par des mouvements de terrain en 1999 et 2010.

## Toponymie
Le nom du village est attesté sous la forme Matriniaco en 938 - 939.
De l’anthroponyme gallo-romain Maternus ou Matrinius (dérivé du gaulois matir « mère » auquel se superpose le latin mater), suivi du suffixe de localisation et de propriété -(i)acum, d'origine gauloise.

## Histoire
Durant la Seconde Guerre mondiale, plusieurs opérations pick up ont eu lieu au nord du village de Médelle, mais sur la commune d’Aslonnes.

## Politique et administration

### Liste des maires
| Période                                  | Période      | Identité           | Étiquette | Qualité |
| ---------------------------------------- | ------------ | ------------------ | --------- | ------- |
| avant 1970                               | ?            | ?                  |           |         |
| 1970                                     | 1994         | Robert Rouillon    |           |         |
| 1994                                     | 2001         | Henri Boisseau     |           |         |
| mars 2001                                | mars 2008    | Chantal Thillet    |           |         |
| mars 2008                                | février 2011 | Pascal Pascreau    |           |         |
| février 2011                             | En cours     | Christian Chaplain |           |         |
| Les données manquantes sont à compléter. |              |                    |           |         |

### Instances judiciaires et administratives
La commune relève du tribunal d'instance de Poitiers, du tribunal de grande instance de Poitiers, de la cour d'appel  de Poitiers, du tribunal pour enfants de Poitiers, du conseil de prud'hommes de Poitiers, du tribunal de commerce de Poitiers, du tribunal administratif de Poitiers et de la cour administrative d'appel de Bordeaux, du tribunal des pensions de Poitiers, du tribunal des affaires de la Sécurité sociale de la Vienne, de la cour d’assises de la Vienne.

### Services publics
Les réformes successives de La Poste ont conduit à la fermeture de nombreux bureaux de poste ou à leur transformation en simple relais. Toutefois, la commune a pu maintenir le sien.

## Démographie
En 2022, la commune comptait 714 habitants. 
| 1793 | 1800 | 1806  | 1821 | 1831 | 1836  | 1841  | 1846 | 1851  |
| ---- | ---- | ----- | ---- | ---- | ----- | ----- | ---- | ----- |
| 818  | 842  | 1 045 | 774  | 979  | 1 038 | 1 029 | 983  | 1 031 |

| 1856 | 1861  | 1866  | 1872  | 1876  | 1881  | 1886  | 1891 | 1896  |
| ---- | ----- | ----- | ----- | ----- | ----- | ----- | ---- | ----- |
| 967  | 1 006 | 1 033 | 1 056 | 1 015 | 1 004 | 1 014 | 970  | 1 015 |

| 1901  | 1906  | 1911 | 1921 | 1926 | 1931 | 1936 | 1946 | 1954 |
| ----- | ----- | ---- | ---- | ---- | ---- | ---- | ---- | ---- |
| 1 073 | 1 000 | 934  | 910  | 900  | 901  | 877  | 766  | 736  |

| 1962 | 1968 | 1975 | 1982 | 1990 | 1999 | 2006 | 2008 | 2013 |
| ---- | ---- | ---- | ---- | ---- | ---- | ---- | ---- | ---- |
| 645  | 571  | 476  | 473  | 501  | 531  | 583  | 598  | 686  |

| 2018 | 2022 | - | - | - | - | - | - | - |
| ---- | ---- | - | - | - | - | - | - | - |
| 706  | 714  | - | - | - | - | - | - | - |

En 2008, selon l’Insee, la densité de population de la commune était de 13 hab./km2 contre 61 hab./km2 pour le département, 68 hab./km2 pour la région Poitou-Charentes et 115 hab./km2 pour la France.

## Économie
Selon la direction Régionale de l'Alimentation, de l'Agriculture et de la Foret de Poitou-Charentes, il n'y a plus que 30 exploitations agricoles en 2010 contre 35 en 2000.
Les surfaces agricoles utilisées ont paradoxalement augmenté de 9 % et sont passées de 2 628 hectares en 2000 à 2 867 hectares en 2010 dont 666 sont irrigables. Ces chiffres indiquent une concentration des terres sur un nombre plus faible d’exploitations. Cette tendance est conforme à l’évolution  constatée sur tout le département de la Vienne puisque de 2000 à 2007, chaque exploitation a gagné en moyenne 20 hectares.
48 % des surfaces agricoles sont destinées à la culture des céréales (blé tendre essentiellement mais aussi orges et maïs), 24 % pour les oléagineux (colza pour 87 % de la surface et un peu de tournesol), 15 % pour le fourrage et 6 % restent en herbes. En 2000, trois hectares (deux en 2010) étaient consacrés à la vigne.
Huit exploitations en 2010 (contre quinze en 2000) abritent un élevage de bovins (921 têtes en 2010 contre 1 190 en 2000). sept exploitations en 2010 (contre treize en 2000) abritent un élevage d'ovins (678 têtes en 2010 contre 1 036 têtes en 2000). Cette évolution est conforme à la tendance globale du département de la Vienne. En effet, le troupeau d’ovins, exclusivement destiné à la production de viande, a diminué de 43,7 % de 1990 à 2007. L'élevage de volailles a connu une baisse: 413 têtes en 2000 répartis sur seize fermes contre 208 têtes en 2010 répartis sur onze fermes.

## Culture locale et patrimoine

### Lieux et monuments
- Église Saint-Pierre de Marnay. Dédiée à Saint Pierre, l’église est en partie romane, façade, murs de la nef et abside. La façade présente un portail côté nord avec deux voussures brisées reposant sur des chapiteaux à palmettes. Les contreforts posés a posteriori empiètent sur le portail  révélant que cet édifice a dû être stabilisé. De ce fait, la fenêtre est du côté sud, tandis qu'en partie haute le mur pignon est d'époque moderne. Une corniche ornée d'entrelacs reposant sur des modillons du XIIe siècle sépare les deux niveaux. On y voit du nord au sud une chouette, un joueur de vièle, ce qui semble être un acrobate (sculpture mutilée), un couple s'enlaçant et plus à l'est des modillons ornés de masques. Elle est inscrite à l'Inventaire général du patrimoine culturel[34]. L'intérieur est sobre. La nef unique est éclairée par des baies présentant des vitraux fabriqués entre 1888 et 1891 dans les ateliers de L. Lobin, vitrailler de Tours. Ils comportent des armoiries de généreux donateurs. Le vitrail d'axe du chœur représente un saint Pierre, patron de l'église (1885). Dans le bras gauche du transept, au mur nord, un saint Louis avec la Couronne d'épines dont il fit l'acquisition et pour laquelle il fit construire la Sainte-Chapelle à Paris. Dans le bras droit du transept, au mur est, Sancta Agnes, « Sainte Agnès » (1891) et au mur sud, la Vierge dans une mandorle, les pieds sur un croissant de lune (1888). Dans la nef, au nord, le vitrail présente un saint Jean-Baptiste (1889) et au mur ouest, on voit dans un médaillon un prêtre en étole et surplis, agenouillé (1889).
- Dans la campagne, sur le coteau à proximité du lieudit Trancart, se trouve le Bitochon. Ce monument phallique sert de cheminée à une chambre troglodytique.

Avant d'arriver au bourg de Marnay, sur le côté de la route départementale D 742, il est possible de voir une stèle érigée à la mémoire d'un résistant, fusillé le 26 août 1944.

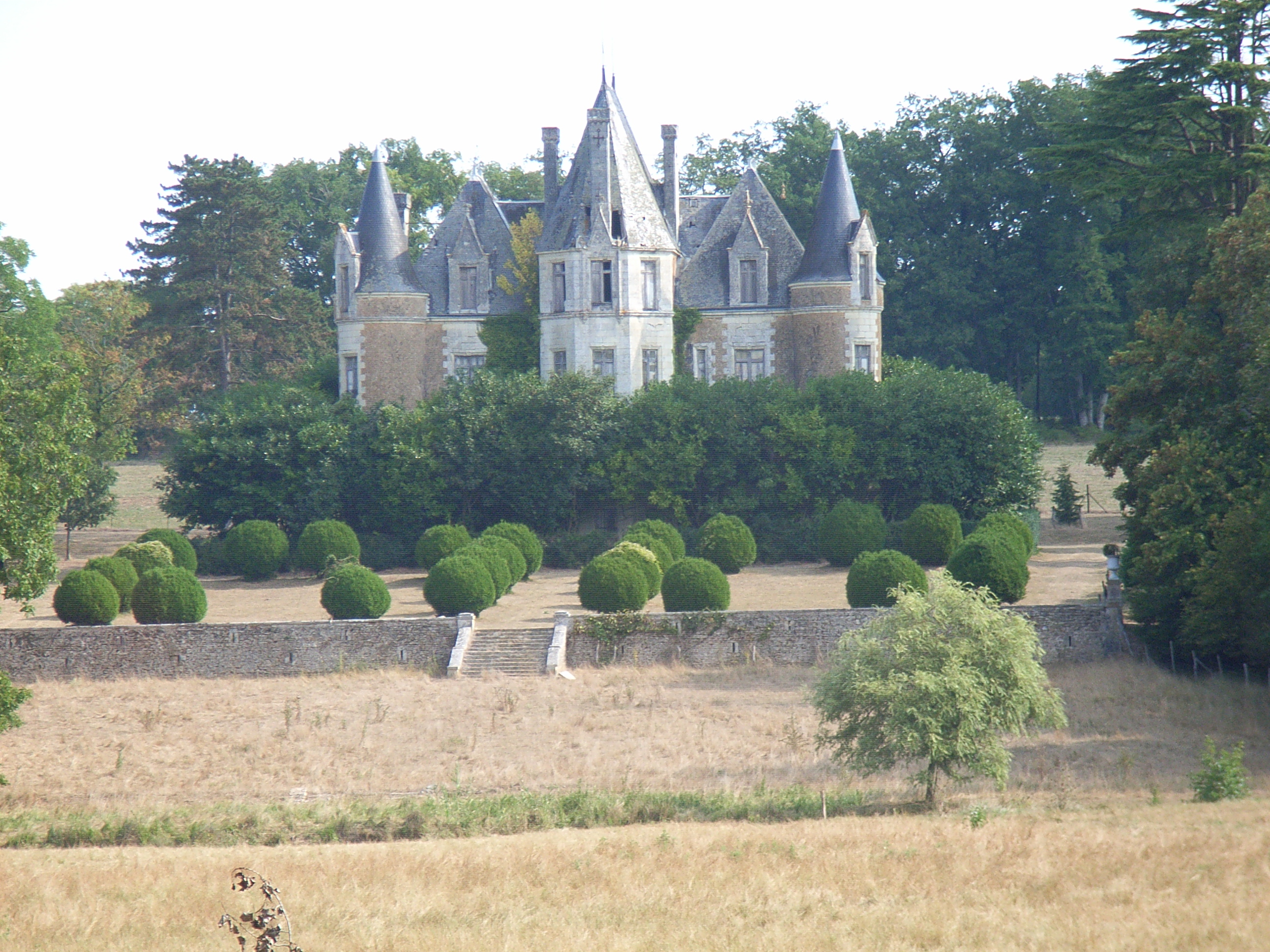
Château de La Touche.
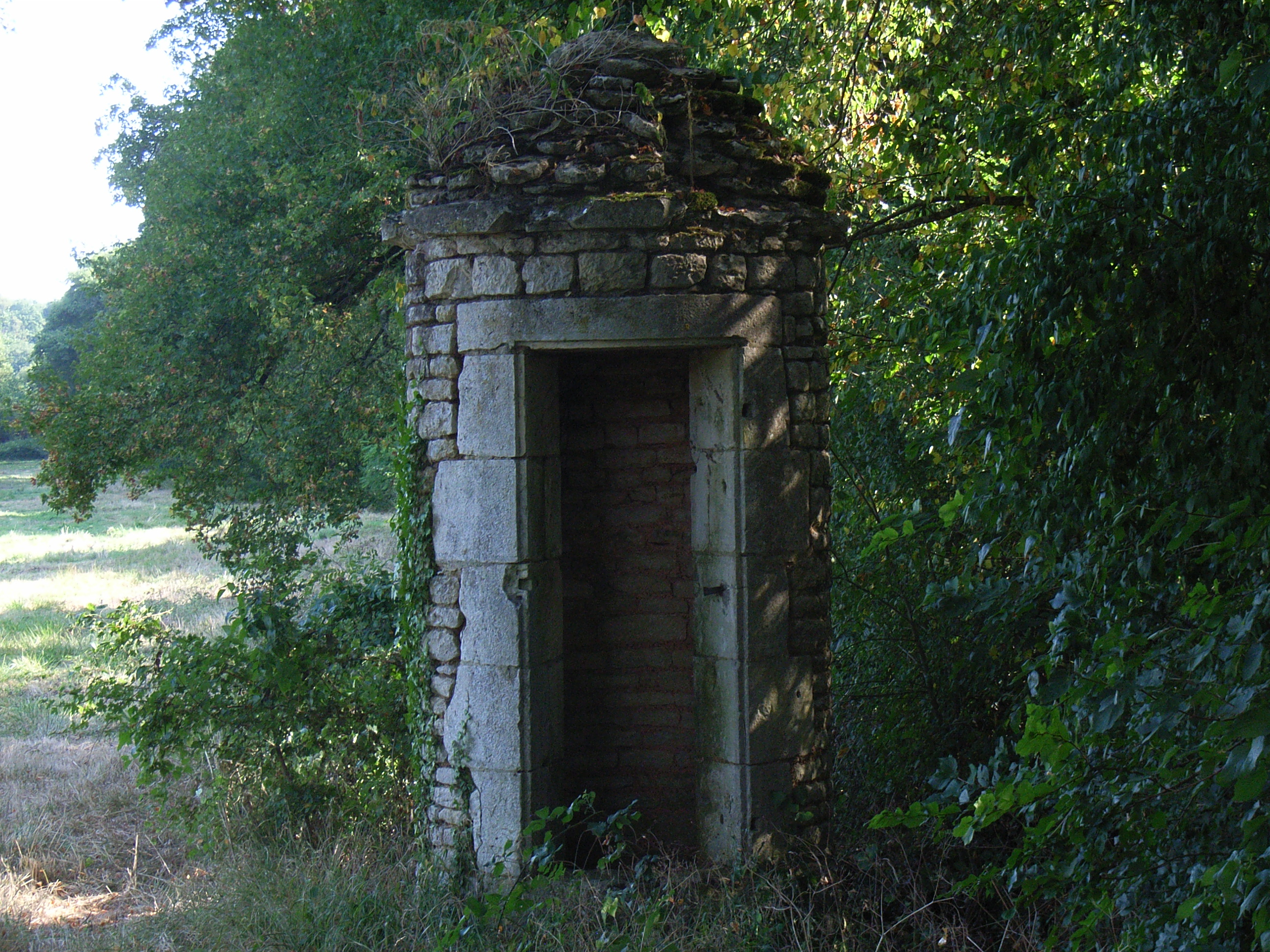
Puits couvert, voisin de la ferme de La Grimaudière.
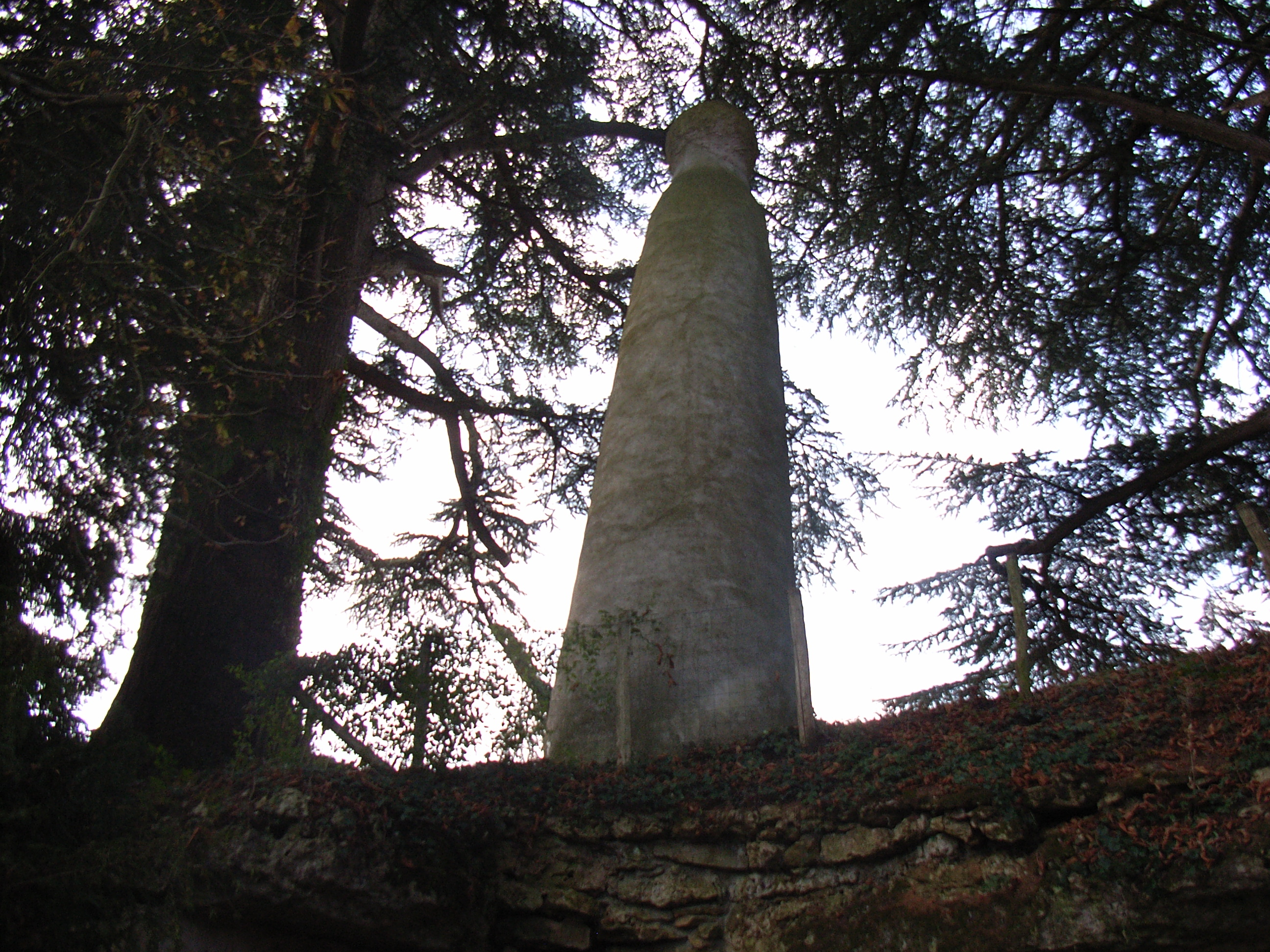
Le Bitochon, cheminée d’un lieu de rendez-vous galants troglodytiques.

- Foire aux produits du terroir : elle se déroule le deuxième dimanche d'octobre de chaque année. Fondée dans les années 1970, elle attire des centaines de visiteurs, venus acheter des produits locaux présentés par les éleveurs, producteurs, artisans d'arts et métiers, associations…

### Personnalités liées à la commune
Robert Rouillon (1923-2011) a été maire de la commune pendant 4 mandats (1970-1994). Durant ses années en tant que maire, il a travaillé sans relâche pour améliorer la vie de ses concitoyens et pour faire progresser la ville. Il a mis en place des projets importants, tels que la construction d'une salle des fêtes, l'entretien des infrastructures... Avec son expérience d'exploitant agricole,  Robert Rouillon a été l'un des premiers à comprendre le potentiel des produits en circuit court, dans une période de mondialisation et de production de masse. Il a mis en avant les produits locaux et les petits producteurs, souvent négligés face à la domination des grandes firmes. C'est sous son initiative que la commune a mis en place la "Foire aux produits du terroir" toujours programmée aujourd'hui. Son épouse, Marie-Annick, née Vadier (1936-2009), est une des rares femmes diplômée en France (années 1950), à l'université de Paris Sorbonne. Secrétaire de mairie et correspondante pour les journaux Centre-Presse et La Nouvelle République, elle a été un soutien indéfectible. Cultivée, proche des habitants elle a été un atout majeur dans ses réélections et dans la réalisation de sa politique.
Robert Rouillon a été un membre actif de l'association des anciens combattants de la Vienne. Durant la durant la Seconde Guerre mondiale, pour la libération de son pays, il était un jeune résistant dans le maquis « Joël ». Il s'est engagé dans la 1re armée et a participé à la campagne Rhin et Danube sous le commandement du général de Lattre de Tassigny. En remerciement, Robert Rouillon, a été décoré chevalier de l'ordre national du Mérite.